# Mateusz Falkowski
Mateusz Falkowski herbu Doliwa (zm. 1793) – miecznik krzemieniecki w latach 1782–1792, konsyliarz województwa wołyńskiego w konfederacji targowickiej.